# Bari Brahmana
Bari Brahmana (en cachemir: বড়ি ব্রাহ্মন ) es una localidad de la India en el distrito de Jammu, estado de Jammu y Cachemira.

## Geografía
Se encuentra a una altitud de 324 m s. n. m. a 196 km de la capital estatal, Srinagar, en la zona horaria UTC +5:30.

## Demografía
Según estimación 2010 contaba con una población de 61 801 habitantes.